# Chiriquí Grande
Chiriquí Grande es una ciudad de la provincia de Bocas del Toro (Panamá) y cabecera del distrito del mismo nombre. La localidad tiene 3.014 habitantes (2010).
En el corregimiento se encuentran instituciones como las sedes regionales del Banco Nacional de Panamá, Western Union, Petroterminal de Panamá, Servicio Nacional de Aduanas, y el Ministerio de Educación, además de contar con el Centro de Salud de Chiriquí Grande.

## Geografía
El corregimiento de Chiriquí Grande está compuesto por varios barrios: Casco Viejo, área comercial de Chiriquí Grande, barrio Pantanal, San Marcos,barrio lindo, Panagro, Barrio El Campesino y Barrio 1º de noviembre,Barriada Los Caimanes. Otras áreas pobladas son Quebrada Limón, Arbolpan, Bahía la Ballena, Boca de Mancreeck y río Dayra.

## Economía
Esta población es sumamente importante, por el desarrollo de su zona portuaria. También es donde pasa el oleoducto que va de Chiriquí Grande a Puerto Armuelles en la provincia de Chiriquí.

## Demografía
En 2010 Chiriquí Grande contaba con una población de 3 014 habitantes según datos del Instituto Nacional de Estadística y una extensión de 58,8 km² lo que equivale a una densidad de población de 51,26 habitantes por km².

### Razas y etnias
- 40% Chibchas (Americanos)[4]
- 51 % Mestizos
- 9 % Afropanameños[4]

La población es mayoritariamente mestiza, pero también podemos encontrar descendientes de buglés, españoles, alemanes, ingleses, afroantillanos, iraníes, y una comunidad china que ha ido en aumento en los últimos años.

## Educación
Además de contar con la sede regional del Ministerio de Educación, también se encuentra la Escuela Dionicia Gómez.